# 포카
포카(Pocah, 1994년 10월 17일~)는 브라질의 싱어송라이터이다. 이전 활동명은 MC 포카혼타스(MC Pocahontas)이다.

## 음반 목록

### EP
- TBT da Pocah(2018)